# 4297 Eichhorn
A 4297 Eichhorn (ideiglenes jelöléssel 1938 HE) a Naprendszer kisbolygóövében található aszteroida. Dieckvoss, W. fedezte fel 1938. április 19-én.